# 阿帕斯特佩克

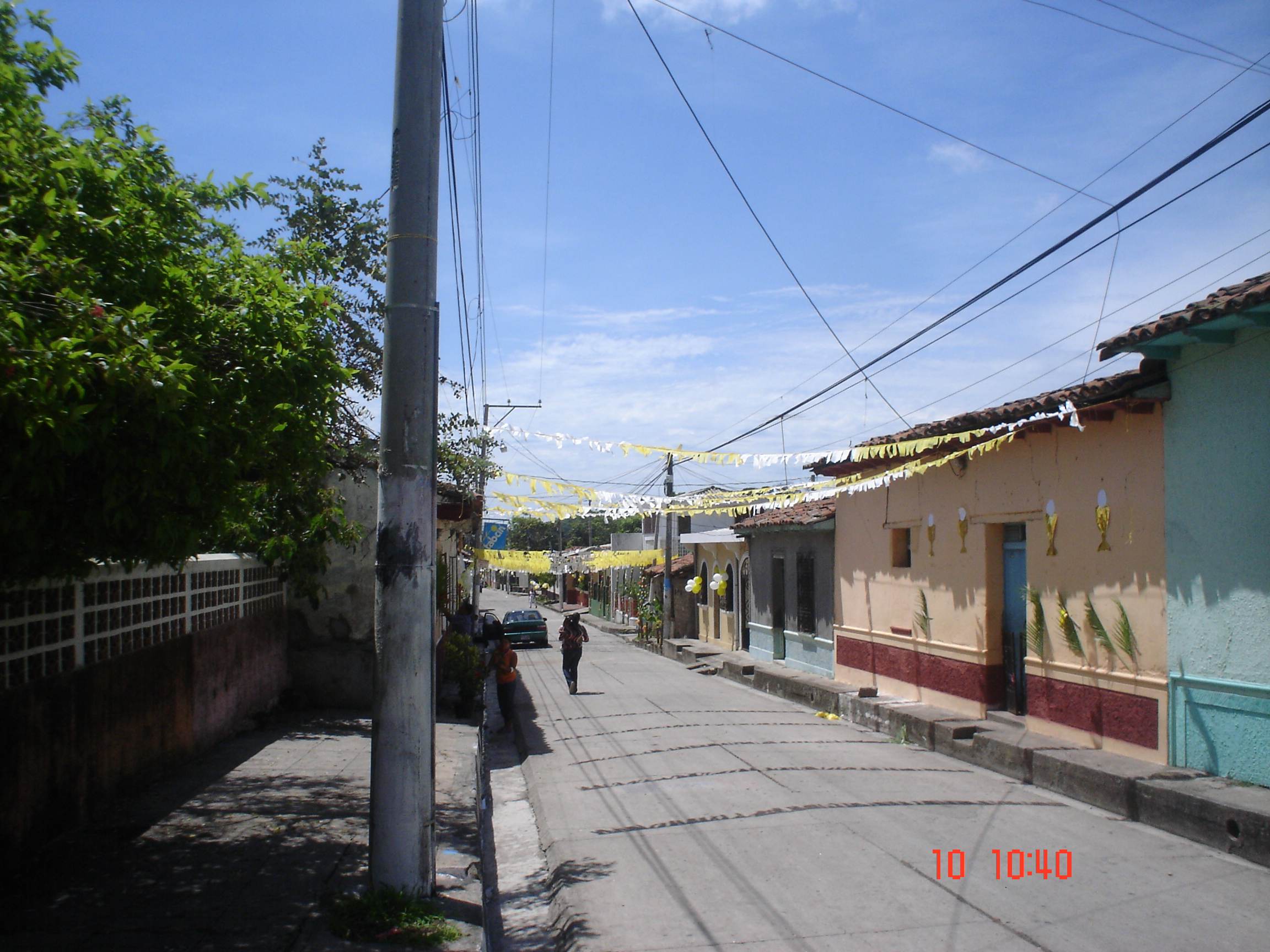

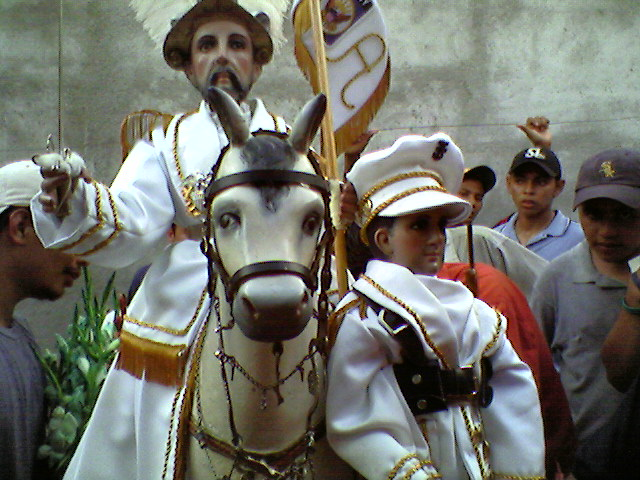

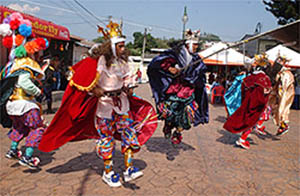

阿帕斯特佩克（西班牙語：Apastepeque），是薩爾瓦多的城鎮，位於該國中部，由聖維森特省負責管轄，面積120.56平方公里，海拔高度590米，2007年人口18,342，人口密度每平方公里152.14人。